# Teatro dei Fiorentini
Il Teatro dei Fiorentini era un famoso teatro napoletano, attivo principalmente come teatro d'opera nel XVIII secolo.

## Storia
Fino alla sua chiusura era il teatro più antico di Napoli; venne fondato nel 1618 e prese il nome dalla vicina Chiesa di San Giovanni dei Fiorentini. Nel primo secolo di attività venivano date solamente rappresentazioni in prosa, ma nel 1706, vista la debole attività che veniva svolta in esso (ormai venivano messe in scena solamente commedie spagnole di poco conto), alcuni nobili decisero di rinnovarlo e di trasformarlo quindi in un teatro d'opera, anche grazie all'esperienza e alla bravura di Nicola Serino, che proprio nel 1706 fu il nuovo direttore del teatro.
Così il teatro divenne in breve tempo uno dei maggiori palcoscenici napoletani, nel quale furono rappresentati intermezzi e opere buffe dei maggiori compositori partenopei dell'epoca. Nonostante un terribile incendio che lo distrusse il 17 gennaio 1711, dopo la messa in scena de La Cianna, il successo non venne meno alla struttura, che fu riaperta due anni dopo, nel 1713.
Nel 1747 il teatro fu rilevato da Pietro Trinchera, ma l'iniziativa si concluse miseramente nel 1755. Dal 1773 al 1779 il teatro fu restaurato e ampliato secondo il disegno dell'architetto Francesco Scarola, allievo di Ferdinando Fuga.
Nella Compagnia Reale dei Fiorentini entra nel 1845 per la prima volta Tommaso Salvini, il quale vi rientrerà poi nel 1860 con l'allora direttore Adamo Alberti. Negli stessi anni, nel 1840, si mise in evidenza la compagnia di Cesare Asti con il dramma La valle del torrente.
Nel 1941 il teatro fu gravemente danneggiato da un bombardamento. Negli anni cinquanta del XX secolo fu completata la sua demolizione nel prosieguo dei lavori di costruzione del nuovo rione Carità: smise così di funzionare come teatro e tutt'oggi in quel loco è ubicata una fondazione che porta il nome di Fiorentini, la quale inizialmente fu un cinema e in seguito una sala da bingo.

## Prime assolute
- L'Ergasto di Tommaso de Mauro (1706)
- Candaule re di Lidia di Domenico Sarro (1706)
- Il ritorno di Ulisse alla patria di Giuseppe Porsile (1707)
- Amore fra gli impossibili di Domenico Sarro (1707)
- La Cilla di Michelangelo Faggioli (1707)
- Turno Aricino di Francesco Mancini (1708)
- Lo Spellecchia di Tommaso de Mauro (1709)
- Patrò Calienno de la Costa di Antonio Orefice (1709)
- La Rosmene, ovvero L'infedeltà fedele di Giuseppe Vignola (1709)
- Patrò Calienno de la Costa di Antonio Orefice (1709)
- Teodora Augusta di Giuseppe Vignola (1706)
- La Camilla di Antonio Orefice (1710)
- Le fenzejune abbendurate di Nicola Fago (1710)
- Ll'alloggiamentare di Benedetto Riccio (1710)
- La Cassandra indovina di Nicola Fago (1711)
- La Cianna di Nicola Fago (1711)
- Lo Masiello di Michele de Falco (1712)
- I gemelli rivalli di Domenico Sarro (1713)
- Basilio re d'oriente di Nicola Porpora (1713)
- Spilleta e Frullo di Domenico Sarro (1713)
- Circe delusa di Antonio Orefice (1713)
- Sidonio di Carlo Ignazio Monza (1714)
- Patrò Tonno d'Isca di Giovanni Veneziano (1714)
- Lo mbruoglio de li nomme aleas Le Doje pope di Giovanni Veneziano (1714)
- Lo Pippo di Giovanni Veneziano (1715)
- Lo finto Armeneo di Antonio Orefice (1717)
- Lo mbruoglio d'ammore di Michele Falco (1717)
- Le finte zingare di Antonio Orefice (1717)
- La fenta pazza co la fenta malata di Antonio Orefice (1718)
- Il gemino amore di Antonio Orefice (1718)
- Il trionfo dell'onore di Alessandro Scarlatti (1718)
- Lisa pontegliosa di Gianpaolo di Domenico (1719)
- Lo cecato fauzo di Leonardo Vinci (1719)
- La forza della virtù di Francesco Feo (1719)
- Le ddoie lettere di Leonardo Vinci (1719)
- Lo scassone di Leonardo Vinci (1720)
- Lo castiello saccheiato di Michele Falco (1720)
- Lo scagno di Leonardo Vinci (1720)
- Lo castiello saccheato di Leonardo Vinci (1720)
- Lo barone de Trocchia di Leonardo Vinci (1721)
- Chi la dura la vince di Antonio Orefice (1721)
- Don Ciccio di Leonardo Vinci (1721)
- La finta fattucchiera di Ignazio Prota (1721)
- Li zite 'ngalera di Leonardo Vinci (1722)
- Li stravestimiente affortunate di Gianpaolo di Domenico (1722)
- La festa di Bacco di Leonardo Vinci (1722)
- Le pazzie d'ammore di Michele Falco (1723)
- Lo labborinto di Leonardo Vinci (1723)
- La Locinna di Antonio Orefice (1723)
- La 'mpeca scoperta di Leonardo Leo (1723)
- L'ammore fedele di Leonardo Leo (1724)
- Lo schiavo d'amore di Giampaolo di Domenico (1724)
- Lo pazzo apposta di Leonardo Leo (1724)
- Le fente zingare di Leonardo Leo (1724)
- Lo 'ngiegno de le femmine di Francesco Corradini (1724)
- La vecchia sorda di Riccardo Broschi (1725)
- Lo finto laccheo di Giuseppe de Majo (1725)
- La Carlotta di Pietro Auletta (1726)
- La donna violante di Leonardo Leo (1726)
- Lo vecchio avaro di Giuseppe de Majo (1727)
- Lo matrimonio annascuso di Leonardo Leo (1727)
- L'annore resarciuto di Antonio Orefice (1727)
- La cantarina di Michele Caballone e Costantino Roberto (1728)
- La Ciulla o puro Chi ha freuma arriva a tutta di Michele Caballone (1728)
- La fenta schiava di Michele Caballone (1728)
- Ammore vò speranza di Michele Caballone (1729)
- Lo trionfo d'ammore o pure chi dura vence di Cristoforo Manna (1729)
- Lo matremmonejo pe' mennetta di Francesco Araja (1729)
- La baronessa ovvero Gli equivoci di Giuseppe de Majo (1729)
- Oronte, ovvero Il custode di se stesso di Giuseppe Sellitto (1730)
- La Rina di Nicola Pisano (1731)
- Li zitelle de lo vòmmero di Pietro Pulli (1731)
- Li marite a forza di Gaetano Latilla (1732)
- Lo frate 'nnamorato di Giovan Battista Pergolesi (1732)
- Amore imbratta il senno di Giovan Gualberto Brunetti (1733)
- L'Ippolita di Nicola Conti (1733)
- L'Ottavio di Gaetano Latilla (1733)
- La marina de Chiaja di Pietro Pulli (1734)
- Chi dell'altrui si veste presto si spoglia di Antonio Aurisicchio (1734)
- Gl'Ingannati di Gaetano Latilla (1734)
- Gli amanti generosi di Domenico Sarro (1735)
- Il finto pazzo per amore di Giuseppe Sellitto (1735)
- Angelica ed Orlando di Gaetano Latilla (1735)
- Onore vince amore di Leonardo Leo (1736)
- I due baroni di Giuseppe Sellitto (1736)
- La Rosaure di Domenico Sarro (1736)
- L'amico traditore di Leonardo Leo (1737)
- Da un disordine nasce un ordine di Vincenzo Legrenzio Ciampi (1737)
- Gismondodi Gaetano Latilla (1737)
- Il conte di Leonardo Leo (1738)
- Odoardo di Niccolò Jommelli (1738)
- Inganno per inganno di Nicola Bonifacio Logroscino (1738)
- L'amor costante di Pietro Auletta (1739)
- La matilde di Gioacchino Cocchi (1739)
- Ortensio di Giovan Gualberto Brunetti (1739)
- L'amico fedele di Nicola Porpora (1739)
- L'Alidoro di Leonardo Leo (1740)
- Gl'intrichi delle cantarine di Domingo Miguel Bernabé Terradellas (1740)
- L'impostore di Pietro Auletta (1740)
- L'Alessandro di Leonardo Leo (1741)
- Amore ed Amistade di Nicola Bonifacio Logroscino (1742)
- La Lionora di Vincenzo Legrenzio Ciampi e Nicola Bonifacio Logroscino (1742)
- La vendetta generosa di Gaetano Latilla (1742)
- Il Riccardo di Nicola Bonifacio Logroscino (1743)
- Il geloso di Girolamo Abos (1743)
- L'Arminio di Vincenzo Legrenzio Ciampi (1744)
- La fedeltà odiata di Leonardo Leo (1744)
- L'Elisa di Gioacchino Cocchi (1744)
- L'amore ingegnoso di Vincenzo Legrenzio Ciampi (1745)
- L'Eugenia di Matteo Capranica (1745)
- L'Irene di Gioacchino Cocchi (1745)
- La moglie gelosa di Girolamo Abos (1745)
- La finta vedova di Nicola Conforto (1746)
- L'amor costante di Nicola Conforto (1747)
- Gl'inganni fortunati di Giuseppe Sellitto (1747)
- Capitan Giancocozza di Gregorio Sciroli (1747)
- L'Emilia di Matteo Capranica (1747)
- La Faustina di Geronimo Cordella (1747)
- L'amore in maschera di Niccolò Jommelli (1748)
- La serva bacchettona di Gioacchino Cocchi (1749)
- Il finto turco di Gioacchino Cocchi e Pasquale Errichelli (1749)
- La Celia di Gaetano Latilla (1749)
- Il mercante innamorato di Antonio Corbisiero (1750)
- L'amor comico di Giuseppe Sellitto (1750)
- La Gismonda di Gioacchino Cocchi (1750)
- Donna Laura Pellecchia di Giuseppe Sellitto (1750)
- La Maestra di Gaetano Latilla (1751)
- Il geloso di Antonio Palella (1751)
- Gli inganni per amore di Nicola Conforto (1752)
- La Costanza di Tommaso Traetta (1752)
- Il pazzo per amore di Domenico Fischietti (1752)
- La Griselda di Nicola Bonifacio Logroscino (1752)
- La schiava amante di Matteo Capranica (1753)
- La serva astuta di Gioacchino Cocchi e Pasquale Errichelli (1753)
- L'Olindo di Matteo Capranica e Nicola Conti (1753)
- La commediante di Nicola Conforto (1754)
- Le donne dispettose di Niccolò Piccinni (1754)
- La finta contessina di Nicola Conforto (1754)
- Le nozze contrastate di Giacomo Tritto (1754)
- Le gelosie di Niccolò Piccinni (1755)
- L'amore alla moda di Giuseppe Sellitto (1755)
- L'incredulo di Tommaso Traetta (1755)
- La madamigella di Giuseppe Scarlatti (1755)
- Le finte magie di Nicola Bonifacio Logroscino (1756)
- Lo funnaco revotato di Giacomo Insanguine (1756)
- La Zita correvata di Gregorio Sciroli (1756)
- Lo solachianello 'mbroglione di Pietro Alessandro Guglielmi (1757)
- La marina di Chiaia di Gregorio Sciroli (1757)
- Lo barone Senerchia di Giuseppe Sellitto (1757)
- La Matilde generosa di Giacomo Insanguine (1757)
- Il filosofo burlato di Pietro Alessandro Guglielmi (1758)
- Olimpia tradita di Antonio Sacchini (1758)
- I capricci di una vedova di Pietro Alessandro Guglielmi (1759)
- La moglie imperiosa di Pietro Alessandro Guglielmi (1759)
- L'Origille di Niccolò Piccinni (1760)
- La canterina di Niccolò Piccinni (1760)
- La furba burlata di Niccolò Piccinni e Nicola Bonifacio Logroscino (1760)
- La fante di buon gusto di Nicola Bonifacio Logroscino (1760)
- Le beffe giovevoli di Niccolò Piccinni (1760)
- Il finto cieco di Pietro Alessandro Guglielmi (1761)
- Lo stravagante di Niccolò Piccinni (1761)
- Il curioso imprudente di Antonio Sacchini (1761)
- L'astuto balordo di Niccolò Piccinni (1761)
- La donna di tutti i caratteri di Pietro Alessandro Guglielmi (1762)
- I due bari di Antonio Sacchini (1762)
- Don Ambrogio di Pietro Alessandro Guglielmi (1762)
- La pupilla di Giuseppe Avossa (1763)
- La francese brillante di Pietro Alessandro Guglielmi (1763)
- L'equivoco di Niccolò Piccinni (1764)
- Il nuovo Belisario di Giacomo Insanguine (1765)
- L'orfana insidiata di Niccolò Piccinni (1765)
- Il corsaro algerino di Gennaro Astarita (1765)
- La fiammetta generosa di Pasquale Anfossi e Niccolò Piccinni (1766)
- Le 'mbroglie de le Bajasse di Giovanni Paisiello (1767)
- La finta baronessa di Niccolò Piccinni (1767)
- La direttrice prudente di Niccolò Piccinni (1767)
- I Napoletani in America di Niccolò Piccinni (1768)
- L'osteria di Marechiaro di Giacomo Insanguine (1768)
- La finta maga per vendetta di Giovanni Paisiello (1768)
- L'osteria di Marechiaro di Giovanni Paisiello (1769)
- Don Chisciotte della Mancia di Giovanni Paisiello (1769)
- Pulcinella vendicato del ritorno di Marechiaro di Giacomo Insanguine (1769)
- La pastorella incognita di Carlo Franchi (1770)
- Gelosia per gelosia di Niccolò Piccinni (1770)
- La dama bizzarra di Giacomo Insanguine (1770)
- La donna di bell'umore di Niccolò Piccinni (1771)
- Il finto sordo di Pasquale Fago (1771)
- La Corsara di Niccolò Piccinni (1771)
- Gli amanti dispersi di Niccolò Piccinni (1772)
- L'amante confuso di Pasquale Anfossi (1772)
- Le trame zingaresche di Niccolò Piccinni (1772)
- Le stravaganze del conte di Domenico Cimarosa (1772)
- Gl'inganni amorosi di Gaetano Latilla (1774)
- Il maritato fra le disgrazie di Gaetano Latilla (1774)
- Gli amanti mascherati di Niccolò Piccinni (1774)
- L'ignorante astuto di Niccolò Piccinni (1775)
- Enea in Cuma di Niccolò Piccinni (1775)
- I viaggiatori di Niccolò Piccinni (1775)
- Il matrimonio in contrasto di Pietro Alessandro Guglielmi (1776)
- Il fanatico per gli antichi romani di Domenico Cimarosa (1777)
- Le astuzie per amore di Giacomo Insanguine (1777)
- I fuorusciti di Pietro Alessandro Guglielmi (1777)
- L'Armida immaginaria di Domenico Cimarosa (1777)
- Gli amanti comici di Domenico Cimarosa (1778)
- Le stravaganze d'amore di Domenico Cimarosa (1778)
- Il raggiratore di poca fortuna di Pietro Alessandro Guglielmi (1779)
- La villanella ingentilita di Pietro Alessandro Guglielmi (1779)
- I finti nobili di Domenico Cimarosa (1780)
- Il falegname di Domenico Cimarosa (1780)
- La dama avventuriera di Pietro Alessandro Guglielmi (1780)
- La serva padrona di Pietro Alessandro Guglielmi (1780)
- Le nozze in commedia di Pietro Alessandro Guglielmi (1781)
- L'amante combattuto dalle donne di punto di Domenico Cimarosa (1781)
- I Mietitori di Pietro Alessandro Guglielmi (1781)
- La ballerina amante di Domenico Cimarosa (1782)
- La semplice ad arte di Pietro Alessandro Guglielmi (1782)
- I tre gobbi rivali di Vincenzo Fabrizi (1783)
- I due gemelli di Giacomo Tritto (1783)
- La Quakera spiritosa di Pietro Alessandro Guglielmi (1783)
- Il convitato di pietra di Giacomo Tritto (1783)
- Chi dell'altrui si veste presto si spoglia di Domenico Cimarosa (1783)
- La creduta infedele di Giuseppe Gazzaniga (1783)
- L'apparenza inganna o sia La villeggiatura di Domenico Cimarosa (1784)
- La scuffiara di Giacomo Tritto (1784)
- I finti amori di Pietro Alessandro Guglielmi (1784)
- La finta zingara di Pietro Alessandro Guglielmi (1785)
- Le sventure fortunate di Pietro Alessandro Guglielmi (1785)
- Il marito disperato di Domenico Cimarosa (1785)
- La virtuosa in Mergellina di Pietro Alessandro Guglielmi (1785)
- La grotta di Trofonio di Giovanni Paisiello (1785)
- Le gare generose di Giovanni Paisiello (1786)
- Le astuzie villane di Pietro Alessandro Guglielmi (1786)
- La convulsione di Luigi Caruso (1787)
- La convulsione di Giuseppe Curcio (1787)
- La modista raggiratrice di Giovanni Paisiello (1787)
- L'amor contrastato (La molinara) di Giovanni Paisiello (1788)
- La scaltra avventuriera di Giacomo Tritto (1788)
- La finta matta di Silvestro Palma (1789)
- La prova reciproca di Giacomo Tritto (1789)
- Le vane gelosie di Giovanni Paisiello (1790)
- La serva innamorata di Pietro Alessandro Guglielmi (1790)
- Gli accidenti inaspettati di Gaetano Marinelli (1790)
- La finta baronessa di Angelo Tarchi (1790)
- Le false apparenze di Pietro Alessandro Guglielmi (1791)
- La dispettosa in amore di Adamo Marcori (1791)
- La serva onorata di Niccolò Piccinni (1792)
- Lo sposo a forza di Gaetano Marinelli (1792)
- Le trame in maschera di Niccolò Piccinni (1793)
- Le nozze inaspettate di Gaetano Andreozzi (1793)
- I vecchi delusi di Gaetano Marinelli (1793)
- Le astuzie femminili di Domenico Cimarosa (1794)
- La pietra simpatica di Silvestro Palma (1795)
- L'inganno poco dura di Marcos António Portugal (1796)
- Gli amanti ridicoli di Silvestro Palma (1797)
- L'apprensivo raggirato di Domenico Cimarosa (1798)
- Le cantatrici villane di Valentino Fioravanti (1799)
- Gli amanti in cimento di Pietro Carlo Guglielmi (1800)
- L'amore per inganno di Luigi Mosca (1801)
- La fiera di Pietro Carlo Guglielmi (1801)
- Il ritorno impensato di Luigi Mosca (1802)
- Il pallone aerostatico di Silvestro Palma (1802)
- Le nozze per impegno ovvero L'impegno superato di Luigi Capotorti (1802)
- Amore ed interesse, ossia L'inferno ad arte di Raffaele Orgitano (1802)
- Il servo furbo di Giovanni Prota (1803)
- La vendetta feminina di Luigi Mosca (1803)
- Il naufragio fortunato di Pietro Carlo Guglielmi (1804)
- L'equivoco fra gli sposi di Pietro Carlo Guglielmi (1804)
- Bref il sordo di Luigi Capotorti (1805)
- Le seguaci di Diana di Silvestro Palma (1805)
- Amor tutto vince di Pietro Carlo Guglielmi (1805)
- La sposa del Tirolo di Pietro Carlo Guglielmi (1806)
- Amori e gelosie tra congiunti di Pietro Carlo Guglielmi (1807)
- I finti viaggiatori di Luigi Mosca (1807)
- Il libretto alla moda di Antonio Brunetti (1808)
- L'erede senza eredità di Silvestro Palma (1808)
- Lo scavamento di Silvestro Palma (1810)
- Le spose a sorte di Luigi Mosca (1810)
- I furbi amanti di Silvestro Palma (1810)
- Gli amori e l'armi di Giuseppe Mosca (1812)
- Il palazzo delle fate di Silvestro Palma (1812)
- Una follia di Giacomo Cordella (1813)
- La diligenza a Joigni o sia Il collaterale di Giuseppe Mosca (1813)
- L'audacia delusa di Luigi Mosca (1813)
- Le miniere di Polonia di Silvestro Palma (1813)
- Don Gregorio imbarazzato di Giuseppe Mosca (1813)
- Eginardo e Lisbetta di Pietro Generali (1813)
- Elena di Johann Simon Mayr (1814)
- L'avaro di Giacomo Cordella (1814)
- Carlotta ed Enrico di Giuseppe Mosca (1814)
- Ernesta e Carlino ovvero I due Savoiardi di Luigi Capotorti (1815)
- L'azzardo fortunato di Giacomo Cordella (1815)
- La casa da vendere di Hippolyte-André-Baptiste Chelard (1815)
- Il cimento felice di Giovanni Prota (1815)
- La gelosia corretta di Michele Carafa (1815)
- Il disperato per eccesso di buon cuore ossia Don Desiderio di Giuseppe Mosca (1816)
- La gazzetta di Gioachino Rossini (1816)
- Amor avvocato di Johann Simon Mayr (1817)
- Emilia di Laverpaut di Vittorio Trento (1817)
- Paolo e Virginia di Pietro Carlo Guglielmi (1817)
- Un traviamento di ragione di Giovanni Carlo Cosenza (1818)
- Pia dei Tolomei di Giacinto Bianco (1836)
- Nu guaglione 'e mala vita di Francesco Gabriello Starace (1886)